# Marathon masculin aux Jeux olympiques d'été de 2024
Pour des articles plus généraux, voir Athlétisme aux Jeux olympiques d'été de 2024 et Marathon aux Jeux olympiques.
Navigation
Tokyo 2020 Los Angeles 2028
L'épreuve du marathon masculin aux Jeux olympiques de 2024 se déroule le 10 août 2024 avec un aller-retour entre Paris et Versailles avec une arrivée sur l'Esplanade des Invalides.
Le vainqueur, l'Éthiopien Tamirat Tola, bat le record olympique malgré un parcours difficile car avec de forts dénivelés.

## Programme
| Date           | Horaire | Manche |
| -------------- | ------- | ------ |
| Samedi 10 août | 08 h 00 | Finale |

Pour la première fois aux Jeux olympiques, ce n'est pas le  marathon masculin, mais le marathon féminin, disputé le lendemain dimanche 11 août, qui marque la fin des épreuves d'athlétisme des jeux olympiques de Paris.
Entre le marathon masculin et le marathon féminin, un «marathon pour tous », marathon populaire avec plus de 20 000 inscrits, se déroule sur le même parcours, dans la nuit de samedi à dimanche.

## Parcours
Le parcours, identique au parcours féminin, fait presque une boucle en partant depuis l'Hôtel de ville de Paris, montant jusqu'au château de Versailles puis redescendant sur Paris pour une arrivée aux Invalides, traversant, en plus de la capitale, 8 communes de sa banlieue ouest. Dans Paris, il passe devant plusieurs monuments iconiques de la ville.
Après le départ, il bifurque devant la tour Saint-Jacques puis devant le Louvre, s'engage vers le nord dans la rue du Louvre puis tourne vers l'ouest au palais Brongniart jusqu'à l'Opéra. Il prend alors la rue de la Paix et traverse la place Vendôme, passant au pied de sa colonne. Le parcours remonte ensuite la rue de Rivoli vers l'est, longeant le jardin des Tuileries, puis bifurque et traverse le palais du Louvre en passant devant le Carrousel. Le parcours longe ensuite la Seine vers l'ouest, en rive droite, passant au bas du Trocadéro face à la tour Eiffel. Il bifurque dans l'avenue de Versailles, passe par la porte de Saint-Cloud et s'engage dans
Boulogne-Billancourt qu'il traverse en ligne droite par l'avenue Édouard-Vaillant et l'avenue du Général-Leclerc. Le parcours franchit la Seine sur le pont de Sèvres puis traverse Sèvres, qui marque le début de la montée vers Versailles. Il traverse ensuite Ville-d'Avray puis la forêt des Fausses-Reposes, passant devant le monument Pershing - Lafayette.
Il arrive alors à Versailles par l'avenue des États-Unis, atteignant son 10e km, puis celle de Saint-Cloud, faisant demi-tour devant le château et empruntant alors l'avenue de Paris, dont le long faux plat marque le début de la descente vers la capitale. Il traverse Viroflay, arrive à Chaville où il bifurque pour attaquer vers le 20e km la dernière montée, une pente raide sur 2 km du pavé des Gardes (pente moyenne de plus de 10%), principale difficulté du parcours. Le tracé continue ensuite sur cette route historique, avec une descente également assez raide à travers Meudon et arrive jusqu'à la Seine. Le parcours va alors longer de nouveau le fleuve mais en rive gauche et vers l'est, passant par Issy-les-Moulineaux, puis les 15e et 7e arrondissements parisiens. Il atteint son 30e km peu après être passé devant le parc André-Citroën. Il passe au pied de la tour Eiffel puis bifurque dans l'avenue de La Bourdonnais, longe l'École militaire par l'avenue Duquesne, puis fait une boucle en passant par l'avenue de Breteuil, la rue de Sèvres puis le boulevard des Invalides pour se terminer sur l'esplanade homonyme.
Le tracé présente un dénivelé positif de 436 m et un dénivelé négatif de 438 m, un dénivelé relativement important pour ce genre de course et donc annoncé comme très difficile, ce qui avait causé le pronostic d’une faible probabilité de record. Tamirat Tola termine pourtant sous la marque olympique (ce qui sera aussi le cas sur le marathon féminin pour les deux premières, Sifan Hassan et Tigst Assefa).

## Résultats

### Médaillés
| Or                 | Or             | Argent            | Argent         | Bronze               | Bronze        |
| Tamirat Tola (ETH) | 2 h 6 min 26 s | Bashir Abdi (BEL) | 2 h 6 min 47 s | Benson Kipruto (KEN) | 2 h 7 min 0 s |

### Résultats détaillés
| Rang                                | Athlète                   | Pays                          | Temps           | Écart       | Notes |
| ----------------------------------- | ------------------------- | ----------------------------- | --------------- | ----------- | ----- |
| Médaille d'or, Jeux olympiques      | Tamirat Tola              | Éthiopie                      | 2 h 6 min 26 s  |             | OR    |
| Médaille d'argent, Jeux olympiques  | Bashir Abdi               | Belgique                      | 2 h 6 min 47 s  | 0 min 21 s  | SB    |
| Médaille de bronze, Jeux olympiques | Benson Kipruto            | Kenya                         | 2 h 7 min 0 s   | 0 min 34 s  |       |
| 4                                   | Emile Cairess             | Grande-Bretagne               | 2 h 7 min 29 s  | 1 min 3 s   |       |
| 5                                   | Deresa Geleta             | Éthiopie                      | 2 h 7 min 31 s  | 1 min 5 s   |       |
| 6                                   | Akira Akasaki (en)        | Japon                         | 2 h 7 min 32 s  | 1 min 6 s   | PB    |
| 7                                   | Tebello Ramakongoana (en) | Lesotho                       | 2 h 7 min 58 s  | 1 min 32 s  | NR    |
| 8                                   | Conner Mantz (en)         | États-Unis                    | 2 h 8 min 12 s  | 1 min 46 s  | SB    |
| 9                                   | Clayton Young (en)        | États-Unis                    | 2 h 8 min 44 s  | 2 min 18 s  | SB    |
| 10                                  | Samsom Amaré (de)         | Érythrée                      | 2 h 8 min 56 s  | 2 min 30 s  | SB    |
| 11                                  | Elroy Gelant              | Afrique du Sud                | 2 h 9 min 7 s   | 2 min 41 s  |       |
| 12                                  | Richard Ringer            | Allemagne                     | 2 h 9 min 18 s  | 2 min 52 s  | SB    |
| 13                                  | Suguru Osako              | Japon                         | 2 h 9 min 25 s  | 2 min 59 s  | SB    |
| 14                                  | Bouh Ibrahim              | Djibouti                      | 2 h 9 min 31 s  | 3 min 5 s   | SB    |
| 15                                  | Samuel Fitwi Sibhatu      | Allemagne                     | 2 h 9 min 50 s  | 3 min 24 s  |       |
| 16                                  | Nicolas Navarro           | France                        | 2 h 9 min 56 s  | 3 min 30 s  | SB    |
| 17                                  | Alphonce Simbu            | Tanzanie                      | 2 h 10 min 3 s  | 3 min 37 s  |       |
| 18                                  | Othmane El Goumri         | Maroc                         | 2 h 10 min 6 s  | 3 min 38 s  |       |
| 19                                  | Isaac Mpofu               | Zimbabwe                      | 2 h 10 min 9 s  | 3 min 41 s  | SB    |
| 20                                  | Hassan Chahdi             | France                        | 2 h 10 min 9 s  | 3 min 41 s  |       |
| 21                                  | Alexander Munyao          | Kenya                         | 2 h 10 min 31 s | 4 min 5 s   |       |
| 22                                  | Michael Somers            | Belgique                      | 2 h 10 min 32 s | 4 min 6 s   |       |
| 23                                  | Noaki Koyama              | Japon                         | 2 h 10 min 33 s | 4 min 7 s   |       |
| 24                                  | Patrick Tiernan           | Australie                     | 2 h 10 min 34 s | 4 min 8 s   |       |
| 25                                  | Yemaneberhan Crippa       | Italie                        | 2 h 10 min 36 s | 4 min 10 s  |       |
| 26                                  | Maru Teferi               | Israël                        | 2 h 10 min 42 s | 4 min 16 s  | SB    |
| 27                                  | Stephen Mokoka            | Afrique du Sud                | 2 h 10 min 59 s | 4 min 33 s  |       |
| 28                                  | Suldan Hassan             | Suède                         | 2 h 11 min 21 s | 4 min 55 s  |       |
| 29                                  | Han Il Ryong              | Corée du Nord                 | 2 h 11 min 21 s | 4 min 55 s  |       |
| 30                                  | Matthias Kyburz           | Suisse                        | 2 h 11 min 32 s | 5 min 6 s   |       |
| 31                                  | Gashau Ayale              | Israël                        | 2 h 11 min 36 s | 5 min 10 s  |       |
| 32                                  | Sondre Moen               | Norvège                       | 2 h 11 min 39 s | 5 min 13 s  | SB    |
| 33                                  | Yaseen Abdalla            | Soudan                        | 2 h 11 min 41 s | 5 min 15 s  | NR    |
| 34                                  | Ibrahim Chakir            | Espagne                       | 2 h 11 min 44 s | 5 min 18 s  |       |
| 35                                  | Zouhair Talbi             | Maroc                         | 2 h 11 min 51 s | 5 min 25 s  |       |
| 36                                  | Cameron Levins            | Canada                        | 2 h 11 min 56 s | 5 min 30 s  | SB    |
| 37                                  | Victor Kiplangat          | Ouganda                       | 2 h 11 min 59 s | 5 min 33 s  |       |
| 38                                  | Tadesse Abraham           | Suisse                        | 2 h 12 min 22 s | 5 min 56 s  |       |
| 39                                  | Kenenisa Bekele           | Éthiopie                      | 2 h 12 min 24 s | 5 min 58 s  |       |
| 40                                  | Wu Xiandong               | Chine                         | 2 h 12 min 34 s | 6 min 8 s   |       |
| 41                                  | Yago Rojo                 | Espagne                       | 2 h 12 min 43 s | 6 min 17 s  | SB    |
| 42                                  | Tachlowini Gabriyesos     | Équipe olympique des réfugiés | 2 h 12 min 47 s | 6 min 21 s  |       |
| 43                                  | Eyob Faniel               | Italie                        | 2 h 12 min 50 s | 6 min 24 s  |       |
| 44                                  | Girmaw Amare              | Israël                        | 2 h 12 min 51 s | 6 min 25 s  | SB    |
| 45                                  | Andrew Buchanan           | Australie                     | 2 h 12 min 58 s | 6 min 32 s  |       |
| 46                                  | Philip Sesemann           | Grande-Bretagne               | 2 h 13 min 8 s  | 6 min 42 s  |       |
| 47                                  | Rory Linkletter           | Canada                        | 2 h 13 min 9 s  | 6 min 43 s  |       |
| 48                                  | Samuel Barata             | Portugal                      | 2 h 13 min 23 s | 6 min 57 s  | SB    |
| 49                                  | Liam Adams                | Australie                     | 2 h 13 min 33 s | 7 min 7 s   | SB    |
| 50                                  | Félix Bour                | France                        | 2 h 13 min 46 s | 7 min 20 s  |       |
| 51                                  | Daniele Meucci            | Italie                        | 2 h 14 min 2 s  | 7 min 36 s  |       |
| 52                                  | Zerei Kbrom Mezngi        | Norvège                       | 2 h 14 min 14 s | 7 min 48 s  | SB    |
| 53                                  | Carlos Diaz               | Chili                         | 2 h 14 min 25 s | 7 min 59 s  |       |
| 54                                  | Henok Tesfay              | Érythrée                      | 2 h 14 min 31 s | 8 min 5 s   |       |
| 55                                  | Yang Shaohui              | Chine                         | 2 h 14 min 48 s | 8 min 22 s  |       |
| 56                                  | Samuel Freire             | Cap-Vert                      | 2 h 15 min 5 s  | 8 min 39 s  |       |
| 57                                  | Mahamed Mahamed           | Grande-Bretagne               | 2 h 15 min 19 s | 8 min 53 s  |       |
| 58                                  | Khalid Choukoud           | Pays-Bas                      | 2 h 15 min 25 s | 8 min 59 s  | SB    |
| 59                                  | Hugo Catrileo             | Chili                         | 2 h 15 min 44 s | 9 min 18 s  |       |
| 60                                  | Héctor Garibay            | Bolivie                       | 2 h 15 min 54 s | 9 min 28 s  | SB    |
| 61                                  | Koen Naert                | Belgique                      | 2 h 16 min 33 s | 10 min 7 s  | SB    |
| 62                                  | Andrew Rotich Kwemoi      | Ouganda                       | 2 h 17 min 28 s | 11 min 2 s  |       |
| 63                                  | Leonard Korir             | États-Unis                    | 2 h 18 min 45 s | 12 min 19 s |       |
| 64                                  | Berhane Tesfay            | Érythrée                      | 2 h 18 min 50 s | 12 min 24 s |       |
| 65                                  | Mo'ath Alkhawaldeh        | Jordanie                      | 2 h 20 min 1 s  | 13 min 35 s | SB    |
| 66                                  | Alberto Gonzalez Mindez   | Guatemala                     | 2 h 22 min 12 s | 15 min 46 s | SB    |
| 67                                  | He Jie                    | Chine                         | 2 h 22 min 31 s | 16 min 5 s  |       |
| 68                                  | Tariku Novales            | Espagne                       | 2 h 25 min 50 s | 19 min 24 s | SB    |
| 69                                  | Dario Ivanovski           | Macédoine du Nord             | 2 h 28 min 15 s | 21 min 49 s |       |
| 70                                  | Valentin Betoudji         | Tchad                         | 2 h 32 min 11 s | 25 min 45 s |       |
| 71                                  | Ser-Od Bat-Ochir          | Mongolie                      | 2 h 42 min 33 s | 36 min 7 s  |       |
|                                     | Abdi Nageeye              | Pays-Bas                      | DNF             | -           |       |
|                                     | Mohcin Outalha            | Maroc                         | DNF             | -           |       |
|                                     | Gabriel Geay              | Tanzanie                      | DNF             | -           |       |
|                                     | Eliud Kipchoge            | Kenya                         | DNF             | -           |       |
|                                     | Shokhrukh Davlyatov       | Ouzbékistan                   | DNF             | -           |       |
|                                     | Amanal Petros             | Allemagne                     | DNF             | -           |       |
|                                     | Stephen Kissa             | Ouganda                       | DNF             | -           |       |
|                                     | Kaan Kigen Özbilen        | Turquie                       | DNF             | -           |       |
|                                     | Christian Pacheco         | Pérou                         | DNF             | -           |       |
|                                     | Eduardo Terrance Garcia   | Îles Vierges des États-Unis   | DNF             | -           |       |

## Records
Avant cette compétition, les records dans cette discipline étaient les suivants : 
| Record du monde  | Kelvin Kiptum (KEN)  | 2 h 0 min 35 s | Chicago | 8 octobre 2023 |
| Record olympique | Samuel Wanjiru (KEN) | 2 h 6 min 32 s | Pékin   | 24 août 2008   |

Au cours de la compétition, le record suivant a été établi : 
| Record olympique | Tamirat Tola (ETH) | 2 h 6 min 26 s | Paris, France | 10 août 2024 |

## Légende
Records et Performances
- AR : Record continental (area record)
- CR : Record des championnats (championship record)
- MR : Record du meeting (meet record)
- NR : Record national (national record)
- OR : Record olympique (olympic record)
- PR : Record paralympique (paralympic record)
- PB : Record personnel (personal best)
- SB : Meilleure performance personnelle de la saison (season's best)
- WL : Meilleure performance mondiale de l'année (world leader)
- WJR : Record du monde junior (world junior record)
- WR : Record du monde (world record)

Circonstances et Conditions
- DNF : N'a pas terminé (did not finish)
- DNS : N'a pas pris le départ (did not start)
- DQ : Disqualification (disqualification)
- NM : Aucun essai valable enregistré (No Mark)
- Q : Qualifié « directement » au prochain tour (ou à la prochaine compétition), lors d'une compétition majeure, grâce au classement ou à la réalisation des minima (automatic qualifier)
- q : Qualifié au prochain tour (ou à la prochaine compétition), lors d'une compétition majeure, grâce au repêchage ou à la réalisation de l'une des meilleures performances parmi celles des « non qualifiés directement » (grâce au meilleur temps ou à la meilleure distance par exemple) (secondary qualifier)